# Росохач (Тернопольская область)
Росохач (укр. Росохач) — село в Чортковской городской общине Чортковского района Тернопольской области Украины.
Население по переписи 2001 года составляло 1947 человек. Почтовый индекс — 48560. Телефонный код — 3552.